# Volejbolen klub CSKA (maschile)
Il Volejbolen klub CSKA è una società pallavolistica maschile bulgara con sede a Sofia, appartenente all'omonima polisportiva: milita nel campionato di Superliga.

## Storia
Il club viene fondato il 5 maggio 1948 nell'ambito della costituzione della società polisportiva Septemvri pri CDV, durante la quale nasce anche la sezione pallavolistica femminile; conquista immediatamente il campionato bulgaro, bissato nella stagione successiva. Raggiunge il periodo di massimo splendore a cavallo fra gli anni 1960 e 1970, quando oltre agli scudetti e alle coppe nazionali riesce a conquistare la Coppa dei Campioni 1968-69 e la Coppa delle Coppe 1975-76.
Pur non tornando al successo in campo europeo, conquista altri nove campionati in dieci stagioni fra il 1980 e la metà degli anni 1990.
Tra il 1995 e il 2008 vive un periodo di crisi durante il quale l'unica vittoria è la Coppa di Bulgaria 2001-02, mentre tra il 2008 e il 2011 conquista tre scudetti e tre coppe nazionali.

## Rosa 2018-2019
| N° | Nome               | Ruolo | Data di nascita   | Nazionalità sportiva |
| -- | ------------------ | ----- | ----------------- | -------------------- |
| 1  | Plamen Šekerdžiev  | S     | 1º gennaio 1998   | Bulgaria             |
| 2  | Hristo Cvetanov    | C     | 29 marzo 1978     | Bulgaria             |
| 3  | Dimităr Dimitrov   | O     | 11 dicembre 2000  | Bulgaria             |
| 4  | Krasimir Gajdarski | C     | 23 febbraio 1983  | Bulgaria             |
| 5  | Dobrin Vasilev     | O     | 29 aprile 1999    | Bulgaria             |
| 6  | Mario Stojanov     | L     | 27 aprile 1999    | Bulgaria             |
| 7  | Jani Georgiev      | S     | 9 dicembre 1995   | Bulgaria             |
| 9  | Ivajlo Stefanov    | S     | 19 luglio 1973    | Bulgaria             |
| 10 | Todor Kostov       | C     | 6 marzo 1996      | Bulgaria             |
| 11 | Vencislav Georgiev | O     | 14 gennaio 1989   | Bulgaria             |
| 13 | Martin Božilov     | L     | 11 aprile 1988    | Bulgaria             |
| 14 | Stefan Stojanov    | P     | 9 ottobre 1983    | Bulgaria             |
| 15 | Stanislav Petkov   | S     | 31 dicembre 1987  | Bulgaria             |
| 16 | Andrej Nikolov     | C     | 14 settembre 1990 | Bulgaria             |
| 18 | Vladimir Stankov   | P     | 9 agosto 1996     | Bulgaria             |

## Palmarès
- Campionato bulgaro: 30

1942-43, 1947-48, 1948-49, 1956-57, 1957-58, 1961-62, 1967-68, 1968-69, 1969-70, 1970-71,
1971-72, 1972-73, 1975-76, 1976-77, 1977-78, 1980-81, 1981-82, 1982-83, 1983-84, 1985-86,
1986-87, 1987-88, 1988-89, 1989-90, 1992-93, 1993-94, 1994-95, 2007-08, 2009-10, 2010-11
- Coppa di Bulgaria: 19

1966-67, 1968-69, 1969-70, 1972-73, 1978-79, 1980-81, 1981-82, 1983-84, 1984-85, 1985-86,
1987-88, 1989-90, 1990-91, 1991-92, 1992-93, 2001-02, 2008-09, 2009-10, 2010-11
- Coppa dei Campioni: 1

1968-69
- Coppa delle Coppe: 1

1975-76